# Стажино (Поморське воєводство)
Стажино (пол. Starzyno, нім. Groß Starsin) — село в Польщі, у гміні Пуцьк Пуцького повіту Поморського воєводства.
Населення — 1251 особа (2011).
У 1975-1998 роках село належало до Гданського воєводства.

## Демографія
Демографічна структура станом на 31 березня 2011 року:
|          | Загалом | Допрацездатний вік | Працездатний вік | Постпрацездатний вік |
| -------- | ------- | ------------------ | ---------------- | -------------------- |
| Чоловіки | 640     | 165                | 431              | 44                   |
| Жінки    | 611     | 128                | 389              | 94                   |
| Разом    | 1251    | 293                | 820              | 138                  |